# Robert Upshaw
Robert Ridjell Upshaw (Fresno, 5 gennaio 1994) è un cestista statunitense.